# Ami nem öl meg (film)
Az Ami nem öl meg (eredeti cím: The Girl in the Spider's Web) 2018-ban bemutatott nemzetközi koprodukcióban készült akcióthriller, melyet Fede Álvarez írt és rendezett. A forgatókönyvet Steven Knight közreműködésével írta, David Lagercrantz azonos című regénye alapján (mely az eredetileg Stieg Larsson által megalkotott Millennium-könyvsorozat folytatása). A film a 2011-es A tetovált lány rebootja, illetve folytatása, új szereplőkkel. A főbb szerepekben Claire Foy, Sverrir Gudnason, LaKeith Stanfield, Sylvia Hoeks és Stephen Merchant látható.
Világpremierje a Rome Film Festivalon volt 2018. október 24-én. A mozikban a Sony Pictures Releasing mutatta be, Svédországban 2018. október 26-án, az Amerikai Egyesült Államokban november 9-én. A film jegyeladási szempontból megbukott és vegyes kritikákat kapott, ugyanakkor Foy színészi alakítása elismeréseket kapott.

## Cselekmény
Lisbeth Salander ezúttal egy rejtélyes nemzetközi bűnszervezet, a Pókok ellen veszi fel a harcot. A szervezet vezetője nem más, mint elhidegült testvére, Camilla, akivel gyermekkora óta nem találkozott.

## Szereplők
- Claire Foy – Lisbeth Salander, számítógépes hacker
  - Beau Gadsdon – Lisbeth gyerekként
- Sverrir Gudnason – Mikael Blomkvist, a Millennium újságírója, Lisbeth szeretője (magyar hangja Rajkai Zoltán)[3]
- LaKeith Stanfield – Edwin Needham, az NSA biztonsági szakembere
- Sylvia Hoeks – Camilla Salander, Lisbeth elhidegült testvére, egy bűnszervezet vezetője
  - Carlotta von Falkenhayn – Camilla gyermekként
- Stephen Merchant – Frans Balder, az NSA kirúgott alkalmazottja, a Firefall program megalkotója (magyar hangja Fesztbaum Béla)[3]
- Vicky Krieps – Erika Berger, a Millennium főszerkesztője
- Claes Bang – Jan Holtser, Camilla bűntársa
- Christopher Convery – August Balder, Frans fia
- Synnøve Macody Lund – Gabriella Grane, a Svéd Belbiztonsági Szolgálat helyettes igazgatója
- Cameron Britton –Plague, Lisbeth segítőtársa, számítógépes szakember
- Andreja Pejić – Sofia, Lisbeth szeretője
- Mikael Persbrandt – Alexander Zalacsenkó, Lisbeth és Camilla apja
- Volker Bruch – Peter Ahlgren

## Fordítás
- Ez a szócikk részben vagy egészben  a   The Girl in the Spider's Web (film) című angol Wikipédia-szócikk fordításán alapul.  Az eredeti cikk szerkesztőit annak laptörténete sorolja fel. Ez a jelzés csupán a megfogalmazás eredetét és a szerzői jogokat jelzi, nem szolgál a cikkben szereplő információk forrásmegjelöléseként.